# Pływanie na otwartym akwenie na Mistrzostwach Świata w Pływaniu 2015 – zespół
5 km drużynowo – jedna z konkurencji rozgrywanych podczas Mistrzostw Świata w Pływaniu 2015 w ramach pływania na otwartym akwenie. Zawody zostały rozegrane 30 lipca.
Do rywalizacji zgłoszone zostały 22 trzyosobowe zespoły. Zwyciężyła reprezentacja Niemiec, drugie miejsce zajęły ex aequo Brazylia i Holandia.

## Wyniki
Rywalizacja rozpoczęła się o 12:00.
| Miejsce | Państwo                                                    | Zawodnicy         | Czas      |
| ------- | ---------------------------------------------------------- | ----------------- | --------- |
| złoto   | Rob Muffels Christian Reichert Isabelle Härle              | Niemcy            | 55:14.4   |
| srebro  | Allan do Carmo Diogo Villarinho Ana Marcela Cunha          | Brazylia          | 55:31.2   |
| srebro  | Marcel Schouten Ferry Weertman Sharon van Rouwendaal       | Holandia          | 55:31.2   |
| 4       | Federico Vanelli Simone Ercoli Rachele Bruni               | Włochy            | 55:49.4   |
| 5       | Sean Ryan Jordan Wilimovsky Ashley Twichell                | Stany Zjednoczone | 55:50.6   |
| 6       | Jarrod Poort Simon Huitenga Melissa Gorman                 | Australia         | 56:07.4   |
| 7       | Dániel Székelyi Gergely Gyurta Éva Risztov                 | Węgry             | 56:08.4   |
| 8       | Antonios Fokaidis Spiridon Janiotis Kalliopi Araouzou      | Grecja            | 56:18.6   |
| 9       | Ivan Enderica Ochoa Esteban Enderica Samantha Arévalo      | Ekwador           | 56:45.9   |
| 10      | Sergey Bolshakov Daniil Serebrennikov Anastasiia Krapivina | Rosja             | 56:47.0   |
| 11      | David Aubry Marc-Antoine Olivier Aurélie Muller            | Francja           | 56:50.9   |
| 12      | Héctor Ruiz Antonio Arroyo Erika Villaécija                | Hiszpania         | 57:16.0   |
| 13      | Gabriel Villagoiz Guillermo Bertola Cecilia Biagioli       | Argentyna         | 57:27.8   |
| 14      | Qiao Zhongyi Zu Lijun Yan Siyu                             | Chiny             | 57:53.9   |
| 15      | Vasco Gaspar Rafael Gil Angelica María                     | Portugalia        | 58:12.6   |
| 16      | Wilder Carreño Erwin Maldonado Paola Pérez                 | Wenezuela         | 58:39.3   |
| 17      | Ján Kútnik Matěj Kozubek Alena Benešová                    | Czechy            | 59:43.1   |
| 18      | Chad Ho Daniel Marais Michelle Weber                       | Południowa Afryka | 1:00:31.2 |
| 19      | Daniel Delgadillo Arturo Pérez Vertti Zaira Cardenas       | Meksyk            | 1:01:36.6 |
| 20      | Kenessary Kenenbayev Witalij Chudiakow Xeniya Romanchuk    | Kazachstan        | 1:02:12.7 |
| 21      | Youssef Hossameldeen Adel Ragab Reem Kaseem                | Egipt             | 1:02:13.1 |
| 22      | Tse Tsz Fung Kwan Ho Yin Kwok Cho Yiu                      | Hongkong          | 1:05:43.8 |